# Хикель, Уолтер Джозеф

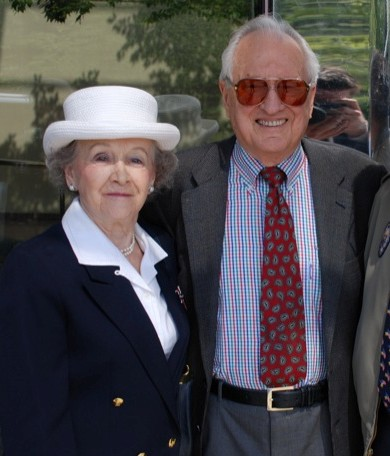
Уолтер Хикель и его жена Эрмали, Анкоридж.

Уолтер Джозеф «Уолли» Хикель (англ. Walter Joseph "Wally" Hickel; 18 августа 1919 — 7 мая 2010) — американский государственный деятель, министр внутренних дел США (1969—1970). Губернатор штата Аляска (1966—1969, 1990—1994), член Республиканской партии (ранее Партии независимости Аляски).

## Биография
Родился в Ellinwood, Канзас, США. В 1940 году перебрался жить на Аляску.
Был избран вторым губернатором Штата Аляска в 1966 году на всеобщих выборах, нанеся поражение первому губернатору и кандидату от Демократической парии Уильяму Игану. В это время произошло открытие нефтяных полей Прудо-Бэй в регионе Прадхо-Бей в 1968 году на севере штата, что стало важным фактором политики в дальнейшие годы. Позже оттуда на юг через всю Аляску протянут Трансаляскинский нефтепровод длиной 1288 км. Хикель, умеренный Республиканец и защитник окружающей среды, не стремился к тяжелой нефтяной эксплуатации. Хикель стремился улучшать отношения с аляскинскими аборигенами в поиске решений их требований вернуть им родные земли.

### Министр
Ричард Никсон, ставший Президентом США в 1968 году, пригласил губернатора Аляски на должность Министра внутренних дел. Назначение Хикеля было встречено газетной кампанией «клеветы» и «ложных обвинений» (по словам самого губернатора), что он коррупционер и антиэкологист. Среди его противников оказались такие знаменитые журналисты тех лет, как Drew Pearson и Jack Anderson (будущий лауреат Пулитцеровской премии). Против были крупнейшие газеты New York Times и Los Angeles Times и влиятельные сенаторы-демокрыты Уолтер Мондейл (будущий вице-президент США) и Джордж Макговерн. Позднее Хикель объявил, что он уйдёт с должности губернатора, чтобы идти на предложенную должность в Вашингтон. И уже 23 января 1969 года Сенат утвердил его назначение.
Став федеральным министром внутренних дел, оказался последовательным защитником окружающей среды, поддерживал либеральные законы Конгресса, которые вводили крупные налоги на нефтяные компании, использующие оффшорные нефтяные платформы, так же как и законы требующие экологических гарантий в рамках развития нефтедобывающей промышленности штата Аляска.
Центристский-либеральный голос Хикеля в Никсоновской администрации в конечном счете привёл его к конфронтации с Президентом. В 1970 году после расстрела студентов колледжа в Кентском университете Национальной гвардией штата Огайо, Хикель написал письмо с критикой Вьетнамской военной политики Никсона и с призывом к нему дать больше уважения взглядам молодых людей, критикующих эту войну. Это инакомыслие привлекло всемирное внимание СМИ, и 25 ноября 1970 года состоялась отставка Хикеля.

### После 1994
В 1994 году Хикель ушёл из большой политики. В 2006 году поддержал Сару Пэйлин, когда она избиралась на должность Губернатора Аляски. Однако в 2009 году он заявил, что он теперь «не интересуется тем, что она делает».
Умер 7 мая 2010 года в г. Анкоридже, Аляска в возрасте 90 лет.